# Stapelia unicornis
Stapelia unicornis är en oleanderväxtart som beskrevs av Lückh.. Stapelia unicornis ingår i släktet Stapelia och familjen oleanderväxter. Inga underarter finns listade i Catalogue of Life.